# Viérgol
Viérgol es una entidad local menor, formada por una sola localidad del mismo nombre situada en la provincia de Burgos, comunidad autónoma de Castilla y León (España), comarca de Las Merindades, partido judicial de Villarcayo, ayuntamiento de Valle de Mena.

## Geografía
En la vertiente cantábrica de la provincia, bañada por el río Ayega, Río Ordunte, al este de la depresión entre la sierra de Ordunte al norte y los montes de La Peña al sur, donde se encuentra el Lugar de Importancia Comunitaria conocido como los Bosques del Valle de Mena; a 48 km de Villarcayo, cabeza de partido, y a 123 de Burgos. 
Comunicaciones: autobuses de Burgos a Bilbao. 

## Situación administrativa
En las elecciones locales de 2007 correspondientes a esta entidad local menor concurren dos candidaturas encabezada por Angel Manuel Ortega Bárcena (PSOE) y 'Enrique Campo Mardones (Agrupación de Electores Independientes Viérgol), resultando esta último elegido alcalde pedáneo. No obstante, en 2008 Enrique Campo dimite por razones personales y, a propuesta de la Diputación Provincial de Burgos, es designado alcalde pedáneo Ángel Manuel Ortega Bárcena.

## Demografía
En el censo de 1950 contaba con 71 habitantes, reducidos a 18 en 2004, los mismos que en 2008.

## Historia
Lugar en el Valle de Mena, perteneciente al partido de Laredo, jurisdicción de realengo, con alcalde ordinario.
A la caída del Antiguo Régimen queda agregado al ayuntamiento constitucional de Valle de Mena , en el partido de Villarcayo perteneciente a la región de Castilla la Vieja.

## Patrimonio
Conjunto urbano y la Iglesia de la Virgen de la Merced.